# Regió de Pardubice
La Regió de Pardubice (txec:  Pardubický kraj ) és una sosdivisió (kraj) de la República Txeca, situada majoritàriament a la regió històrica de Bohèmia, llevat una petita part a la Moràvia. La capital és Pardubice.

## Districtes de la Regió de Pardubice
- Districte de Chrudim
- Districte de Pardubice
- Districte de Svitavy
- Districte d'Ústí nad Orlicí

## Ciutats de la Regió de Pardubice
Pardubice, Česká Třebová, Chrudim, Holice, Svitavy, Ústí nad Orlicí, Vysoké Mýto.